# Listă de economiști români
Aceasta este o listă de economiști români, specialiști în diferite domenii ale științelor economice.

## A
- Dinu Airinei
- Alexandru Albu
- Lucian-Liviu Albu
- Florin-Alexandru Alexe
- Petre S. Aurelian

## B
- Constantin Băicoianu
- Egon Balas
- Victor Bădulescu
- Constantin Bărbulescu
- Elena Băsescu
- Alexandru Bârlădeanu
- Ioan G. Bibicescu
- Aristide Blank
- Sorin Blejnar
- Bogdan Baltazar
- Claudia Boghicevici
- Mihai Bogza
- Ionel Bostan
- Ioan Burduja
- Marinel Burduja

## C
- Armand Călinescu
- Mariana Câmpeanu
- Mircea Cancicov
- Eugeniu Carada
- Marin Ceaușescu
- Silviu Cerna
- Marin Chirițescu-Arva
- Eugen Ovidiu Chirovici
- Daniel Chițoiu
- Nicolae N. Constantinescu
- Emil Costinescu
- Mircea Coșea
- Anton Crihan
- Lucian Croitoru
- Dănuț Culețu
- Alexandru C. Cuza

## D
- Nicolae Dardac
- Daniel Dăianu
- Eugen Dijmărescu
- Grigore Dimitrescu
- Ene Dinga
- Ioan Dinuță
- Emilian Dobrescu
- Gheorghe Dolgu
- Constantin M. Drăgan
- Emilian Drehuță
- Mihail Dumitru

## E
- Maria Ene

## F
- Stere Farmache
- Tudor de Flondor
- Gheorghe Funar

## G
- Nicholas Georgescu-Roegen
- Florin Georgescu
- Radu Ghețea
- Aurel Ghibuțiu
- Ion Ghica
- Emil Iota Ghizari

## H
- Nicolaie Hoanță

## I
- Aurel Iancu
- Ion Ionescu de la Brad
- Constantin Ionete
- Vasile Ișan
- Mugur Isărescu

## K
- Ioan Kalinderu
- Adalbert Kassai
- Costin Kirițescu

## L
- Ion I. Lapedatu

## M
- Virgil Madgearu
- Mihail Magiari
- Coloman Maioreanu
- Vasile Malinschi
- Mihail Manoilescu
- Cosmin Marinescu
- Dionisie Pop Marțian
- Rareș Mănescu
- Dorina Mihăilescu
- Gromoslav Mladenatz
- Roman Moldovan
- Alexandru D. Moruzi
- Costin Murgescu
- Ovidiu Mușetescu

## N
- Radu Negrea
- Mișu Negrițoiu
- Veaceslav Negruța
- Aurel Negucioiu
- Ivanciu Nicolae-Văleanu
- Eugen Nicolăescu
- Maria Niculescu (economist)
- Puiu Nistoreanu

## O
- Dumitru Oprea
- Răzvan Orășanu
- Leonard Orban
- Vasile C. Osvadă
- Păun Ion Otiman

## P
- Ionel Palăr
- George D. Pallade
- Constantin Papanace
- Dan Pascariu
- Ion Pățan
- Vasile Pătruț
- Paul Pîrșan
- Florin-Ion Pogonaru
- Napoleon Pop
- Cristian Popa
- Ionuț Popescu
- Tudorel Postolache
- Ștefan Prutianu

## R
- Ion Rachmuth
- Ion Răducanu
- Decebal Traian Remeș
- Anghel Rugină
- Nicușor Ruiu

## S
- Sevil Shhaideh
- Victor Slăvescu
- Vasile Smărăndescu
- Vasile Stănescu
- Virgiliu Stoenescu
- Theodor Stolojan
- Ioan Suciu (scriitor)
- Nicolae Suțu

## Ș
- Ilie Șerbănescu
- Codruț Șereș
- Vasile Șoimaru
- Theodor Ștefănescu

## T
- Alecsandru Puiu Tacu
- Gheorghe Tașcă
- Răzvan Temeșan
- Valeriu Todirașcu
- Mihai Todosia
- Vasile Turliuc
- Aura Twarowska

## Ț
- Petre Țuțea

## V
- Iulian Văcărel
- Adrian Vasilescu
- Andreea Paul
- Aurel Vijoli
- Sebastian Vlădescu
- Vlad Voiculescu (economist)
- Liviu Voinea
- Varujan Vosganian
- Mircea Vulcănescu

## W
- Eric Winterhalder

## X
- Alexandru D. Xenopol

## Z
- Barbu Zaharescu
- Gheorghe Zaman
- Gheorghe Zane
- Ștefan Zeletin
- Ion Radu Zilișteanu